# Heirbaan Maastricht-Blerick-Nijmegen

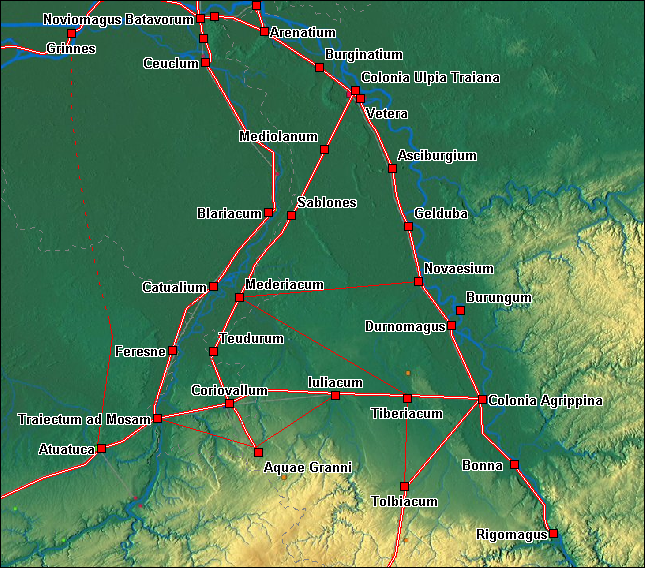
Romeinse wegen tussen Tongeren, Nijmegen en Keulen

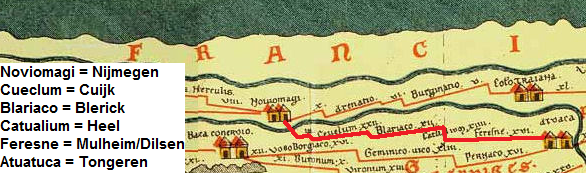
Gedeelte van de Peutingerkaart met deze weg

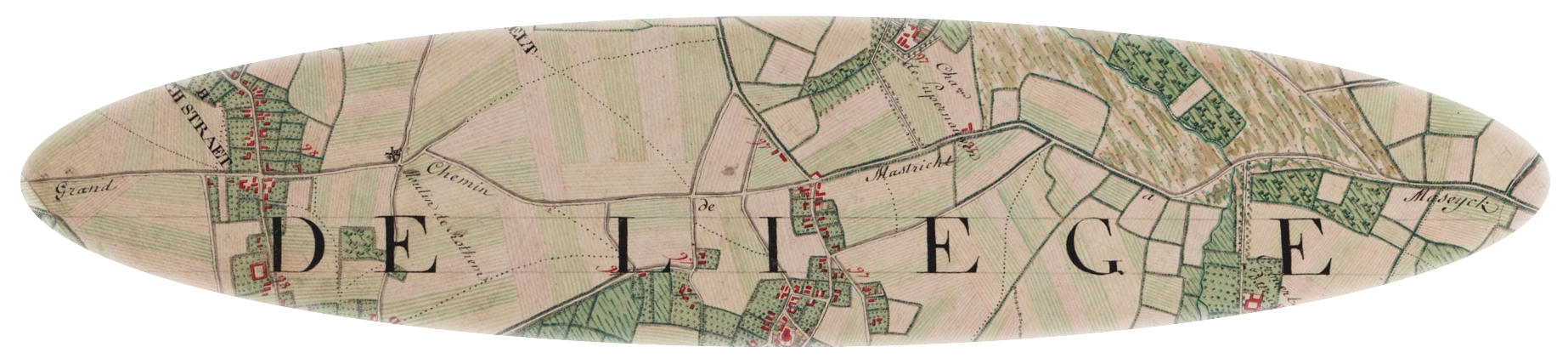
De Grand Chemin de Mastricht à Maseyck rond 1775

De heirbaan Maastricht-Nijmegen, bijgenaamd Via Mosae oftewel "weg aan de Maas", was een Romeinse hoofdweg die o.a. Maastricht, Blerick en Nijmegen verbond. De Peutingerkaart laat de weg vertrekken vanuit Tongeren, maar bij gebrek aan bewijs voor een rechtstreekse verbinding laat men het gedeelte tussen Tongeren en Maastricht samenvallen met de Via Belgica.

## Aanleg
Het huidige Nederland en België maakten deel uit van het (West-)Romeinse Rijk van 57 voor Chr. tot ca. 400 na Chr. De oudste vondsten van aurei en gestempelde potten in het Maasland stammen uit de 1e eeuw; in die tijd wordt bijgevolg de romanisatie van deze streek gesitueerd. Als transportroute wendde men hoofdzakelijk de Maas en haar diverse rivierarmen aan, dus was een verharde weg langs de Maas aanvankelijk overbodig.
Pas in de 4e eeuw legden de Romeinen een heirbaan door het Maasland aan. Het doel daarvan was voornamelijk militair: de toenemende dreiging van de Germanen maakte een tweede reeks forten wenselijk, waarop men kon terugvallen indien de limes langs de Rijn doorbroken werd. De nieuwe linie werd uitgebouwd aan de overzijde van de Maas. In 358 was er sprake van drie Maasforten, maar misschien waren er een tiental.
Toch was de Via Mosae geen hoofdweg, maar une route secondaire, une doublure de la chaussée plus importante située sur la rive opposée (een tweederangsweg, parallel aan de belangrijkere heirbaan Aken-Xanten). Dit verklaart waarom de weg niet wordt aangegeven in de tabel Itinerarium Antonini.
De heirbaan illustreert uitstekend hoe de Romeinse ingenieurs een traject kozen dat de vruchtbare afzettingen en visgronden langs de Maas benaderde, maar tegelijkertijd behoed bleef bij hoogwater en dooi. Bodemonderzoek in het Belgisch Maasland toont aan dat de heirbaan hier nauwgezet de grens tussen het Laagterras en de riviervlakte volgt. Deze scheiding valt samen met de overgang dekzand-klei en, hiermee gepaard gaand, de overgang loofbos-heide; deze kenmerken hebben mogelijk geholpen bij het uitlijnen van het tracé.

## Belang tot 1810
Zoals dit geldt voor de meeste heirbanen werd de Via Mosae tot in de 19e eeuw veelvuldig gebruikt als doorgaande route. Vanwege dit belangrijke karakter vormde de weg in de 14e eeuw een apart rijksleen. Keizer Karel IV beleende in 1362 Willem van Hamal, op verzoek van diens broer van Arnold van Rummen, met het "Hontpad", dat in de desbetreffende oorkonde afgebakend wordt van Hocht tot de Mussenberg (bij Neer). Hierbij moet opgemerkt worden dat dit "Hontpad" niet overal met de heirbaan samenviel, onder meer door plaatselijke verschuivingen van het tracé. Zo werd de bocht tussen Neerharen en Opgrimbie lichtjes rechtgetrokken, waardoor de "Heirbaan" 8 m (Bovenwezet) tot 100 m (Daalwezet) ten oosten van de eigenlijke heirbaan ligt.
De benaming "Hontpad" raakte in onbruik, waarbij de nieuwe straatnamen vaak de aandacht vestig(d)en op het drukke langeafstandsverkeer. Zo heet de weg benoorden Maastricht "Postbaan". In Vucht droeg hij rond 1880 de benaming Ruytersbaan. De Ferrariskaarten noemen het gedeelte bij Rotem Grand Chemin de Maestricht à Maseyck. De redenen voor de toenmalige populariteit van de heirbaan liggen voor de hand; als vrij rechte en hooggelegen weg was ze tot in de 19e eeuw hoogwaardig. Bovendien hebben de restanten van het dikke wegdek eeuwenlang gezorgd voor een vaste ondergrond. Aanwijzingen hiervoor zijn de benaming "Steenpad" in Geistingen (dit wegje verdween omstreeks 1985 ten gevolge van ruilverkaveling) en de bijnaam Agnes opten Steynwech die ons werd overgeleverd uit het 15e-eeuwse Kessenich. De eerste "steenweg" in zijn moderne betekenis was de N78 (België)/ N273 (Nederland) (aangelegd omstreeks 1810 onder het bewind van Napoleon Bonaparte en daarom ook bekend als 'Napoleonsweg'), die ook meteen de functie van de Via Mosae overnam.

## Verloop
Het tracé is heden nog duidelijk te volgen, met de uitzondering van het gedeelte tussen Blerick en Sambeek. Hier werden ook geen waarnemingen gedaan, wat twijfel opwekt rond het bestaan of alleszins de verharding van de weg aldaar. Veel straatnamen herinneren aan de heirbaan, zoals uiteraard de straatnamen met "heir"/"heer" (o.a. aan weerszijden van Oeffelt en van Smeermaas tot in Vucht), ook al kan dit ook misleidend zijn omdat dit bestanddeel in de middeleeuwen ook werd gebruikt voor niet-Romeinse doorgaande wegen. Andere typische bestanddelen zijn "hoog"/"boven" (Rotem en Kessel) en "steen" (Maastricht tot 1960, Geistingen tot 1985). Ten slotte is er "oud": de Rijksweg/ Venlosesteenweg degradeerde de Oude Trichterbaan in Lanklaar tot "Oude Baan" en de Ophoverbaan in Maaseik tot "Oude Ophoverbaan".
| Gemeente           | Straten die onderdeel uitmaken van de historische heirbaan |
| ------------------ | --- |
| Maastricht         | Op de plaats waar nu de rechtbank ligt sloot de weg aan op de Via Belgica. Tot aan de Papyrussingel is het verloop sinds 1960 ten prooi gevallen aan ruilverkaveling. Dit gedeelte droeg de toepasselijke naam "Steinstraat". Postbaan, Kantoorweg |
| Lanaken            | (Oude) Heirbaan |
| Maasmechelen       | Heirstraat, Langstraat, Kerkhofstraat |
| Dilsen-Stokkem     | Oude Baan, Soerveldweg, Groene Weg, Hoogbaan, Heerstraat, Heirbaan, Rotsheide |
| Maaseik            | Siemkensheuvel, Plantage, Heirweg, Oude Ophoverbaan, Endepoelweg Tussen de Wurfeldermolenweg en de Bosmolen liep de weg ten westen van de Maastrichtersteenweg.                                                                                    |
| Kinrooi            | Oude Baan, Heerweg, Kempweg, Molenwegske, Ittervoorterweg Niet de Kessenicherweg, maar het thans verdwenen Steenpad ten oosten ervan gaat terug tot de Romeinse weg.                                                                               |
| Leudal             | Vijverbroekstraat, Driessensstraat, Heerbaan, Heerstraat (-Noord/-Zuid), Haelerweg, Peter Schreursweg, Meiboomkensweg, Schoor |
| Peel en Maas       | Haagweg, Schijfweg (-Noord/-Zuid), Bovensteweg, Hummerenweg, Ingweg, Legioenweg |
| Blerick            | Romeinenweg, Ruijstraat, Nieuwborgstraat, Baasdonkweg, Ampèrestraat |
| Horst aan de Maas* | Meikamp, Molenveld, Lottumseweg, Grubbenvorsterweg, Broekhuizerweg |
| Venray*            | Oijenseweg, Oude Heerweg, Geijsterseweg, Wanssumseweg, St.-Wilbertsweg, Campagneweg |
| Boxmeer            | Monseigneur Geurtsstraat, Op den Bosch, Grotestraat, Bergstraat, Het Zand, Veerstraat, Heerstraat, Molenstraat, Cuijkseweg |
| Cuijk              | Heerstraat, Jan van Cuijkstraat, Zwaanstraat Het tracé tussen de kernen van Cuijk en Mook is niet bekend. Waarschijnlijk lagen hier "ellebogen" om de Maas haaks te kruisen, via de Romeinse Maasbrug bij Cuijk.                                   |
| Mook en Middelaar  | N271 |
| Heumen             | N844, Nertsstraat, St.-Jacobsweg |
| Nijmegen           | Van Peltlaan, ??, Prins Bernhardstraat, Ziekerstraat |

* In 1884 opperde ritmeester Johannes Apollonius Ort dat de heirbaan vanaf het Raaieind via Grubbenvorst en Tienray naar Geijsteren heeft gelopen, over de Meerlosebaan. In dit geval volgde het tracé de huidige straten Meerlosebaan, Nieuwe Baan, Stieven Akker, Postbaan en Meerlosebaan.

### Rechtstreekse verbinding vanuit Tongeren
De Peutingerkaart doet vermoeden dat er een rechtstreekse verbinding bestond tussen Tongeren en Smeermaas/Neerharen, maar hier werd nooit een Romeinse heirbaan aangesneden. Meermaals werd een nieuw tracé van een dergelijke verbinding voorgesteld, maar zelden zijn ze integraal aanwezig op oude kaarten (zelfs niet op de gedetailleerde Ferrariskaarten). Deze verbinding zou de afstand trouwens hoogstens met 2 km verkorten, een beperkte winst voor een meer dan 200 km lange weg. Er hebben wel Romeinse villa's gelegen in o.a. Eigenbilzen, maar of ze met verharde wegen met het Romeinse wegennet in verbinding stonden blijft dus onzeker.

### Zomerroute via Rachels
Tussen Eisden en Dilsen lagen twee doorgaande wegen, nl. de heirbaan (via Mulheim) en de combinatie Eisdenweg-Leuterweg-Kuilenweg-Kapelstraat-Rode Kruisstraat (via het gehucht Rachels). Deze laatste vormt een opvallend rechte landweg en maakt de afstand Eisden-Dilsen aanzienlijk kleiner; vandaar ook de oude naam "Maastrichter Baan". In Meeswijk bestond in 1726 de "Heerweg", mogelijk te vereenzelvigen met de Kuilenweg. Op grond van deze redenen menen sommigen dat deze route al gebruikt werd sinds de Romeinse tijd, wat mogelijk was in de zomer. Opgravingen aan de Vrietselbeek leren ons dat de Rode Kruisstraat ooit rechtstreeks naar Oud-Dilsen liep, maar volgens de archeologen ging het slechts om "een middeleeuwse verbindingsweg tussen Oud-Dilsen en een gehucht van Lanklaar".

### Heirbanen op de oostelijke Maasoever
Sommige historici hebben op basis van de Romeinse vondsten ten oosten van de Maas ook tal van heirbanen en deverticula voorgesteld aldaar. Inderdaad vindt men in Stein de naam "Heerstraat" die mogelijk naar een Romeinse oorsprong verwijst. Al in de jaren 1980 wees toenmalig provinciaal archeoloog Willem Willems er echter op dat de geschiedschrijving moest steunen op bewijzen, en niet mocht uitgaan van vermoedens. Tot heden werd geen bewijs gevonden van een Romeinse heirbaan in het gebied tussen de Maas en de heirbaan Aken-Xanten. Ook hier wordt derhalve aangenomen dat er in de Romeinse tijd hoogstens onverharde wegen en paden liepen.

## Bewijzen
In het Maasland werden talrijke vondsten uit de Romeinse tijd gedaan, maar deze sites liggen niet noodzakelijkerwijs in de nabijheid van een verharde Romeinse weg. Als sluitend bewijs daarvan volstaat enkel de vondst van de heirbaan zelf. Zelfs dan hangt veel af van de staat van de restanten, waardoor zelfs dan moeilijk uitgemaakt kan worden of het gaat om de hoofdweg of slechts om een aftakking (diverticulum) naar een versterkte nederzetting aan de Maas of naar de heirbaan Aken-Xanten.
| Woonkern         | Precieze locatie     | Jaar v/d vondst | Vastgestelde breedte |
| ---------------- | -------------------- | --------------- | -------------------- |
| Neerharen        |                      |                 | 5,7 m                |
| Bovenwezet       | Heirbaan             | 1970            | 4 m                  |
| Daalwezet        | Heirbaan             | 1959            | 6 m                  |
| Maasmechelen     |                      |                 | 8 m                  |
| Dilsen (?)       | Vrietselbeek         | 1988            | 8 m                  |
| Maaseik          |                      |                 | 6 m                  |
| Ophoven          | windmolen Korenbloem |                 | 15 m                 |
| Kessenich        | grensovergang        | 1964            | 12 m                 |
| Haelen           | Melenborg            | 1847, 1919      |                      |
| Blerick          | Raayweide            | 2009            | 6 m                  |
| Grubbenvorst (?) | Raaieinde            | 2010            |                      |

Langs de weg stonden zonder twijfel ook Romeinse mijlpalen. Mogelijke milliaria stonden in Vucht (in een grensbepaling uit 1446 wordt een witten steyn op die Heernstroet vermeld) en in Dilsen (in 1800 werd gewag gemaakt van een witte steyn aan de Flesserwegh en rond 1840 bestond langs de Hoogbaan een veldnaam "bij de Romeinse steen"). Of dit inderdaad Romeinse mijlpalen waren en welke afstanden ze aangaven blijft een mysterie; geen van deze drie stenen bestaat immers nog.

## Romeinse haltes
De Peutingerkaart vermeldt ook de halteplaatsen of stationes, met de afstand die ertussen lag. Volgens sommige historici zijn de gegevens vanwege kopieerfouten onbruikbaar, volgens anderen zijn ze waarheidsgetrouw mits beperkte aanpassingen. Zo opperde Jozef Habets dat Peutinger het Romeinse cijfer V eenmaal als X en eenmaal als II gelezen had (1882) en was Theo Aerts ervan overtuigd dat twee Gallische mijlen van de afstand Blerick-Cuijk bij de afstand Cuijk-Nijmegen hoorden (2003).
| Afstand tot statio in leugae (km) | Afstand tot statio in leugae (km) | Afstand tot statio in leugae (km) | Naam op kaart | Vermoedelijke ligging |
| volgens kaart                     | correcties 1882                   | correcties 2003                   | Naam op kaart | Vermoedelijke ligging |
| --------------------------------- | --------------------------------- | --------------------------------- | ------------- | --------------------- |
| 0 (0)                             |                                   |                                   | Acuaca        | Tongeren              |
| XVI (35,5)                        |                                   |                                   | Feresne       | Mulheim of Dilsen     |
| XIIII (31,1)                      | VIIII (17,8)                      |                                   | Catualium     | Heel of Haelen        |
| XII (26,6)                        |                                   |                                   | Blariaco      | Hout-Blerick          |
| XXII (48,8)                       |                                   | XX (44,4)                         | Ceuclum       | Cuijk                 |
| III (6,7)                         | VI (13,3)                         | V (11,1)                          | Noviomagi     | Nijmegen              |